# نانسي خوري
نانسي خوري (1991 -)، ممثلة سورية.

## حياتها
تخرجت من المعهد العالي للفنون المسرحية في دمشق. بدأت مشوارها على المسرح بدمشق. شاركت في العديد من الأعمال منها: مسلسل الندم، مسلسل زوال، مسلسل قلم حمرة ومسلسل العراب ومسلسل كسر عضم وغيرها.

## أعمالها الفنية

### في السينما
- الرابعة بتوقيت الفردوس (2015)
- حرائق (2014)
- حبل سري (2018)
- البحث عن جولييت (2020)[2]

### في التلفزيون
- الثمن (2023)
- بعد عدة سنوات (2021)
- حرملك(2020)
- حرملك (2019)
- العاشق: صراع الجواري (2019)[3]
- الواق واق (2018)
- شبابيك (2017)
- الندم (2016)
- العراب: تحت الحزام (2016)
- العراب : نادي الشرق (2015)
- زوال (2016)
- قلم حمرة (2014)
- القعقاع بن عمرو التميمي (2010)
- كسر عظم: بدور نهى